# Герои Социалистического Труда Новгородской области
В настоящий список включены:

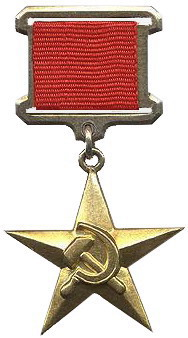
Золотая медаль «Серп и Молот»

- Герои Социалистического Труда, на момент присвоения звания проживавшие на территории Новгородской области — 32 человека;
- уроженцы Новгородской области, удостоенные звания Героя Социалистического Труда в других регионах СССР — 66 человек.

Вторая часть списка может быть неполной из-за отсутствия данных о месте рождения ряда Героев.
В таблицах отображены фамилия, имя и отчество Героев, должность и место работы на момент присвоения звания, дата Указа Президиума Верховного Совета СССР, отрасль народного хозяйства, а также ссылка на биографическую статью на сайте «Герои страны». Формат таблиц предусматривает возможность сортировки по указанным параметрам путём нажатия на стрелку в нужной графе.

## История
Первое присвоение звания Героя Социалистического Труда в Новгородской области произошло 5 ноября 1943 года, когда Указом Президиума Верховного Совета СССР за особые заслуги в обеспечении перевозок для фронта и народного хозяйства и выдающиеся достижения в восстановлении железнодорожного хозяйства в трудных условиях военного времени были награждены железнодорожники А. Н. Александрова и В. Ф. Жуков.
Наибольшее количество Героев Социалистического Труда в Новгородской области приходится на сельскохозяйственную отрасль — 12 человек. Остальные Герои работали в сфере лесной промышленности — 4, электронной промышленности, строительства, транспорта — по 3, газовой, металлургической промышленности — по 2, угледобывающей, радиопромышленности, мелиорации — по 1.

## Лица, удостоенные звания Героя Социалистического Труда в Новгородской области

### Комментарии
1. ↑  Фамилия Иванова — в замужестве, на момент награждения — Андреева.
2. ↑  В Указе — Калининская область.

## Уроженцы Новгородской области, удостоенные звания Героя Социалистического Труда в других регионах СССР
| №  | Фамилия, имя, отчество            | Даты жизни              | Деятельность | Дата присвоения | Отрасль            | Место рождения       | ГС        |
| -- | --------------------------------- | ----------------------- | --- | --------------- | ------------------ | -------------------- | --------- |
| 1  | Абакумова Надежда Романовна       | 17.11.1930 — 29.01.1998 | Помощник мастера прядильно-ниточного комбината имени С. М. Кирова Министерства лёгкой промышленности РСФСР, гор. Ленинград                                                                                              | 05.04.1971      | легпром            | Чудовский район      | [ ГС 1 ]  |
| 2  | Агафонова Зинаида Фёдоровна       | 24.02.1930 — 26.09.1991 | Ткачиха комбината «Балтийская мануфактура» Министерства лёгкой промышленности Эстонской ССР, гор. Таллин | 05.04.1971      | легпром            | Старорусский район   | [ ГС 2 ]  |
| 3  | Бабин Михаил Иванович             | 1918 — ????             | Первый секретарь Сайрамского райкома Компартии Казахстана, Чимкентская область | 10.12.1973      | госуправление      | Демянский район      | [ ГС 3 ]  |
| 4  | Багровская Надежда Михайловна     | род. 08.07.1931         | Бригадир штукатуров строительно-монтажного управления № 4 Калининградского строительного треста, Калининградская область                                                                                                | 27.04.1966      | строительство      | Демянский район      | [ ГС 4 ]  |
| 5  | Большаков Андрей Мефодьевич       | 05.08.1922 — 18.08.2004 | Бригадир слесарей Центрального производственного ремонтного предприятия Ленэнерго Министерства энергетики и электрификации СССР, гор. Ленинград                                                                         | 20.04.1971      | энергетика         | Любытинский район    | [ ГС 5 ]  |
| 6  | Верёвочкин Евгений Иванович       | род. 30.08.1934         | Бригадир машинистов экскаватора Соколовско-Сарбайского горно-обогатительного комбината имени В. И. Ленина Министерства чёрной металлургии СССР, Кустанайская область                                                    | 02.03.1981      | металлургия        | Парфинский район     | [ ГС 6 ]  |
| 7  | Вершин Виктор Александрович       | 11.08.1934 — 29.12.2003 | Моторист теплохода Балтийского морского пароходства Министерства морского флота СССР, гор. Ленинград | 09.08.1963      | транспорт          | Валдайский район     | [ ГС 7 ]  |
| 8  | Владимиров Александр Владимирович | 20.10.1914 — 28.11.1992 | Токарь Ивановского завода текстильного машиностроения «Ивтекмаш» Министерства машиностроения для лёгкой и пищевой промышленности и бытовых приборов СССР                                                                | 04.07.1966      | машиностроение     | Демянский район      | [ ГС 8 ]  |
| 9  | Гаврилова Екатерина Дмитриевна    | 1907—1975               | Бригадир полеводческой бригады свиноводческого совхоза «Ручьи» Министерства мясной и молочной промышленности СССР, Калининский район гор. Ленинграда                                                                    | 03.11.1951      | сельское хозяйство | Демянский район      | [ ГС 9 ]  |
| 10 | Григорьев Николай Иванович        | 16.09.1925 — 26.02.2004 | Старший мастер по сложным работам Тюменской комплексной геологоразведочной экспедиции Министерства геологии РСФСР | 23.01.1968      | геология           | Валдайский район     | [ ГС 10 ] |
| 11 | Гринёва Галина Михайловна         | род. 1942               | Регулировщица аппаратуры Рижского производственного объединения «ВЭФ» имени В. И. Ленина Министерства промышленности средств связи СССР, Латвийская ССР                                                                 | 08.06.1977      | радиопром          |                      | [ ГС 11 ] |
| 12 | Груздев Александр Александрович   | 18.09.1909 — 10.09.2000 | Директор Ленинградского металлического завода имени XXII съезда КПСС Министерства тяжёлого, энергетического и транспортного машиностроения СССР                                                                         | 09.07.1966      | машиностроение     | Новгородский район   | [ ГС 12 ] |
| 13 | Елисеев Евгений Николаевич        | 19.09.1917 — 02.1990    | Старший машинист Ленинградского метрополитена имени В. И. Ленина | 20.12.1966      | транспорт          | Маловишерский район  | [ ГС 13 ] |
| 14 | Ефимов Василий Иванович           | 1917 — ????             | Звеньевой колхоза «Новая жизнь» Джамбулского района Алма-Атинской области | 28.03.1948      | сельское хозяйство | Любытинский район    | [ ГС 14 ] |
| 15 | Ефимов Иван Иванович              | 03.07.1919 — ????       | Главный кондуктор колонны паровозов особого резерва № 46 Народного комиссариата путей сообщения | 05.11.1943      | транспорт          | Волотовский район    | [ ГС 15 ] |
| 16 | Ефимов Павел Алексеевич           | 11.07.1908 — 29.05.1999 | Генеральный директор Ленинградского научно-производственного объединения «Электроавтоматика» Министерства авиационной промышленности СССР                                                                               | 09.09.1976      | машиностроение     | Поддорский район     | [ ГС 16 ] |
| 17 | Ефимова Евдокия Леонтьевна        | 14.08.1923 — 2006       | Ткачиха суконной фабрики «Ленсукно» Министерства лёгкой промышленности РСФСР, гор. Ленинград | 05.04.1971      | легпром            | Окуловский район     | [ ГС 17 ] |
| 18 | Зайцев Николай Александрович      | 1902—1965               | Начальник комбината «Артёмуголь» Министерства угольной промышленности западных районов СССР, Сталинская область | 28.08.1948      | углепром           | Валдайский район     | [ ГС 18 ] |
| 19 | Захаров Валерий Александрович     | род. 08.06.1939         | Машинист картоноделательной машины Архангельского целлюлозно-бумажного комбината Министерства лесной, целлюлозно-бумажной и деревообрабатывающей промышленности СССР, гор. Новодвинск                                   | 19.03.1981      | леспром            |                      | [ ГС 19 ] |
| 20 | Зверев Сергей Алексеевич          | 18.10.1912 — 17.12.1978 | Министр оборонной промышленности СССР, гор. Москва | 17.10.1972      | оборонпром         | Демянский район      | [ ГС 20 ] |
| 21 | Иванов Сергей Александрович       | род. 25.08.1931         | Слесарь механосборочных работ завода «Светлана» Министерства электронной промышленности СССР, гор. Ленинград | 08.06.1977      | электронпром       |                      | [ ГС 21 ] |
| 22 | Иванова Ирина Фёдоровна           | 19.05.1917 — 26.02.2002 | Звеньевая семеноводческого колхоза «Союз строителей» Ояшинского района Новосибирской области | 20.03.1949      | сельское хозяйство | Старорусский район   | [ ГС 22 ] |
| 23 | Калистов Анатолий Михайлович      | 14.04.1925 — 05.02.1997 | Старший мастер Марийского машиностроительного завода Министерства радиопромышленности СССР, гор. Йошкар-Ола | 08.09.1975      | радиопром          | Новгородский район   | [ ГС 23 ] |
| 24 | Кузмина Анастасия Ивановна        | 28.11.1923 — 01.08.2013 | Телятница совхоза «Ныммкюла» Раквереского района Эстонской ССР | 08.04.1971      | сельское хозяйство | Демянский район      | [ ГС 24 ] |
| 25 | Кузнецов Григорий Ефимович        | 15.10.1924 — 2009       | Слесарь Ленинградского завода «Электроаппарат» Министерства электротехнической промышленности СССР | 08.08.1966      | элкетропром        | Крестецкий район     | [ ГС 25 ] |
| 26 | Кузнецов Иван Васильевич          | 14.10.1924 — ????       | Крановщик Ленинградского морского торгового порта Министерства морского флота СССР | 03.08.1960      | транспорт          | Солецкий район       | [ ГС 26 ] |
| 27 | Лагушкина Фаина Ивановна          | 10.12.1930 — 14.03.2012 | Доярка совхоза имени Тельмана Тосненского района Ленинградской области | 06.09.1973      | сельское хозяйство | Волотовский район    | [ ГС 27 ] |
| 28 | Ларионов Николай Иванович         | 14.02.1931 — 30.09.2005 | Машинист бумагоделательной машины Углегорского целлюлозно-бумажного комбината Министерства целлюлозно-бумажной промышленности СССР, Сахалинская область                                                                 | 20.04.1971      | леспром            | Валдайский район     | [ ГС 28 ] |
| 29 | Ласков Григорий Андреевич         | 1939 — 14.02.2002       | Капитан сейнера-траулера «Сарбай» Сахалинского производственного объединения рыбной промышленности Министерства рыбного хозяйства СССР, гор. Невельск                                                                   | 21.06.1984      | рыбхоз             | Волотовский район    | [ ГС 29 ] |
| 30 | Лещёва Екатерина Ефимовна         | 1931 — 22.07.1995       | Доярка молочно-овощного совхоза Гагрского района Абхазской АССР | 07.03.1960      | сельское хозяйство |                      | [ ГС 30 ] |
| 31 | Лозин Тимофей Ермолаевич          | 05.03.1927 — 01.03.2010 | Бригадир комплексной бригады управления начальника работ № 13 строительного треста № 87 Главленинградстроя при исполкоме Ленинградского городского Совета народных депутатов                                            | 19.03.1981      | строительство      | Волотовский район    | [ ГС 31 ] |
| 32 | Лускарёв Владимир Яковлевич       | 21.01.1935 — 09.10.2022 | Водитель Центрального рудоуправления Навоийского горно-металлургического комбината Министерства среднего машиностроения СССР                                                                                            | 07.08.1980      | атомпром           | Боровичский район    | [ ГС 32 ] |
| 33 | Майоров Павел Алексеевич          | 11.03.1917 — ????       | Капитан турбоэлектрохода «Балтика» Балтийского морского пароходства Министерства морского флота СССР, гор. Ленинград | 09.08.1963      | транспорт          | Марёвский район      | [ ГС 33 ] |
| 34 | Маркирьев Александр Маркирьевич   | 28.08.1921 — 21.11.2000 | Командир корабля Ил-18 Красноярского управления гражданской авиации Министерства гражданской авиации СССР | 15.06.1971      | транспорт          | Хвойнинский район    | [ ГС 34 ] |
| 35 | Можейко Адольф Николаевич         | 20.04.1928 — 26.02.1993 | Бригадир тракторной бригады Элейской МТС Елгавского района Латвийской ССР | 15.02.1958      | сельское хозяйство |                      | [ ГС 35 ] |
| 36 | Мурашов Александр Васильевич      | 1916 — ????             | Бригадир комплексной бригады строительного управления № 2 треста «Качканаррудстрой», Свердловская область | 16.06.1964      | строительство      |                      | [ ГС 36 ] |
| 37 | Нефёдов Николай Константинович    | 30.11.1908 — 03.02.1975 | Главный геолог Тырныаузского вольфрамово-молибденового комбината Северо-Кавказского совнархоза, Кабардино-Балкарская АССР                                                                                               | 29.04.1963      | геология           | Демянский район      | [ ГС 37 ] |
| 38 | Никитин Николай Иванович          | 1934—2002               | Капитан среднего морозильного рыболовного траулера «Невельский комсомолец» Управления океанического рыболовства производственного объединения «Сахалинрыбпром» Министерства рыбного хозяйства СССР, Сахалинская область | 23.01.1974      | рыбхоз             | Новгородский район   | [ ГС 38 ] |
| 39 | Никитина Мария Никитична          | 16.01.1908 — 1985       | Звеньевая свиноводческого совхоза «Ручьи» Министерства мясной и молочной промышленности СССР, Всеволожский район Ленинградской области                                                                                  | 01.06.1949      | сельское хозяйство |                      | [ ГС 39 ] |
| 40 | Новиков Владимир Николаевич       | 06.12.1907 — 21.07.2000 | Заместитель Народного комиссара вооружения СССР, гор. Москва | 03.06.1942      | оборонпром         | Крестецкий район     | [ ГС 40 ] |
| 41 | Паршина Валентина Романовна       | род. 16.03.1937         | Бригадир совхоза «Детскосельский» Тосненского района Ленинградской области | 24.02.1978      | сельское хозяйство | Любытинский район    | [ ГС 41 ] |
| 42 | Пикулов Иван Осипович             | 15.06.1892 — 23.05.1971 | Директор Алтайской МТС Алтайского района Алтайского края | 20.05.1949      | сельское хозяйство | Холмский район       | [ ГС 42 ] |
| 43 | Пименов Николай Васильевич        | 01.08.1914 — ????       | Бригадир монтажников строительно-монтажного управления № 469 треста «Стальмонтаж-3» Министерства строительства РСФСР, Красноярский край                                                                                 | 09.08.1958      | строительство      | Шимский район        | [ ГС 43 ] |
| 44 | Похатаев Алексей Васильевич       | 23.09.1928 — 04.10.1990 | Горнорабочий очистного забоя шахты № 1 «Южно-Батуринская» треста «Еманжелинуголь» комбината «Челябинскуголь» Министерства угольной промышленности СССР, Челябинская область                                             | 29.06.1966      | углепром           |                      | [ ГС 44 ] |
| 45 | Рождественский Игорь Евгеньевич   | 23.04.1923 — 19.12.1993 | Начальник Анюйского районного геологоразведочного управления Северо-Восточного геологического управления Главного управления геологии и охраны недр при Совете Министров РСФСР, Чукотский национальный округ            | 29.04.1963      | геология           | Демянский район      | [ ГС 45 ] |
| 46 | Романов Григорий Васильевич       | 07.02.1923 — 03.06.2008 | Член Политбюро ЦК КПСС, первый секретарь Ленинградского обкома КПСС | 06.02.1983      | госуправление      | Боровичский район    | [ ГС 46 ] |
| 47 | Романов Иван Андреевич            | род. 27.09.1921 — ????  | Бригадир укрупнённой комплексной бригады докеров-механизаторов Ленинградского морского торгового порта Министерства морского флота СССР                                                                                 | 13.05.1977      | транспорт          | Хвойнинский район    | [ ГС 47 ] |
| 48 | Романов Николай Яковлевич         | 15.08.1937 — 29.12.2003 | Бригадир судосборщиков судостроительного завода имени А. А. Жданова Министерства судостроительной промышленности СССР, гор. Ленинград                                                                                   | 29.03.1976      | машиностроение     | Валдайский район     | [ ГС 48 ] |
| 49 | Рябинкин Василий Васильевич       | 1921—1985               | Электросварщик Центрального производственно-ремонтного предприятия Ленэнерго Министерства энергетики и электрификации СССР, гор. Ленинград                                                                              | 03.01.1974      | энергетика         | Маловишерский район  | [ ГС 49 ] |
| 50 | Сахаров Николай Иванович          | 11.12.1926 — 08.2011    | Бригадир комплексной бригады треста № 46 Главзапстроя Министерства строительства СССР, Киришский район Ленинградской области                                                                                            | 20.04.1973      | строительство      | Пестовский район     | [ ГС 50 ] |
| 51 | Северин Гай Ильич                 | 24.07.1926 — 07.02.2008 | Главный конструктор и директор Машиностроительного завода «Звезда» Министерства авиационной промышленности СССР, Московская область                                                                                     | 08.02.1982      | машиностроение     | Чудовский район      | [ ГС 51 ] |
| 52 | Сергиевская Екатерина Алексеевна  | 19.12.1922 — 05.01.1980 | Заведующая здравпунктом комбината «Североникель» имени В. И. Ленина Министерства цветной металлургии СССР, гор. Мончегорск Мурманской области                                                                           | 04.02.1969      | здравоохранение    | Хвойнинский район    | [ ГС 52 ] |
| 53 | Скотникова Александра Васильевна  | 07.08.1931 — 2001       | Оператор машинного доения совхоза «Детскосельский» Тосненского района Ленинградской области | 05.12.1985      | сельское хозяйство | Батецкий район       | [ ГС 53 ] |
| 54 | Смирнова Анна Борисовна           | род. 10.01.1929         | Бригадир совхоза «Фёдоровское» Тосненского района Ленинградской области | 13.03.1981      | сельское хозяйство | Волотовский район    | [ ГС 54 ] |
| 55 | Степанов Иван Михайлович          | 29.06.1932 — 28.09.2003 | Тракторист совхоза «Искра» Октябрьского района Кустанайской области | 19.04.1967      | сельское хозяйство | Валдайский район     | [ ГС 55 ] |
| 56 | Тамм Фридрих Михайлович           | 12.09.1924 — 08.06.2009 | Капитан-директор большого морозильного рыболовного траулера «Аугуст Алле» рыбопромыслового производственного объединения «Океан» Министерства рыбного хозяйства СССР, Эстонская ССР                                     | 26.04.1971      | рыбхоз             | Новгородский район   | [ ГС 56 ] |
| 57 | Терехов Аркадий Яковлевич         | 13.09.1930 — 03.01.2018 | Бригадир арматурщиков строительного управления «Промстрой» треста «Апатитстрой» Министерства строительства РСФСР, Мурманская область                                                                                    | 30.03.1965      | строительство      | Новгородский район   | [ ГС 57 ] |
| 58 | Титов Георгий Алексеевич          | 08.02.1909 — 19.10.1980 | Заместитель председателя Комиссии Высшего совета народного хозяйства СССР по военно-промышленным вопросам, гор. Москва                                                                                                  | 28.04.1963      | оборонпром         | Окуловский район     | [ ГС 58 ] |
| 59 | Ткачёв Семён Иванович             | 12.02.1921 — 04.03.2011 | Бригадир монтажников Кузнецовского домостроительного комбината Главленинградстроя при исполкоме Ленинградского городского Совета депутатов трудящихся                                                                   | 18.11.1965      | строительство      | Марёвский район      | [ ГС 59 ] |
| 60 | Томский Николай Васильевич        | 19.12.1900 — 22.11.1984 | Президент Академии художеств СССР, гор. Москва | 18.12.1970      | культура           | Старорусский район   | [ ГС 60 ] |
| 61 | Трифонова Евдокия Ивановна        | 19.03.1928 — 12.12.2007 | Вязальщица трикотажной фабрики «Ригас адитайс» Министерства лёгкой промышленности Латвийской ССР, гор. Рига | 05.04.1971      | легпром            | Старорусский район   | [ ГС 61 ] |
| 62 | Хлусов Александр Петрович         | 23.08.1926 — 29.01.2014 | Бригадир комплексной бригады строительного управления «Промстрой» треста «Волгоградметаллургстрой» Министерства промышленного строительства СССР, гор. Волгоград                                                        | 12.05.1977      | строительство      | Новгородская область | [ ГС 62 ] |
| 63 | Черняев Василий Николаевич        | 16.04.1932 — 16.04.1987 | Токарь локомотивного депо Выборг Октябрьской железной дороги, Ленинградская область | 03.07.1986      | транспорт          | Крестецкий район     | [ ГС 63 ] |
| 64 | Чудакова Нина Марковна            | 10.10.1932 — 28.07.1997 | Доярка колхоза «Ленинский путь» Волосовского района Ленинградской области | 08.04.1971      | сельское хозяйство | Холмский район       | [ ГС 64 ] |
| 65 | Шувалов Пётр Илларионович         | 1928—1994               | Формовщик-конвертерщик Среднеуральского медеплавильного завода Министерства цветной металлургии СССР, Свердловская область                                                                                              | 30.03.1971      | металлургия        | Любытинский район    | [ ГС 65 ] |
| 66 | Яблоков Николай Матвеевич         | 29.04.1911 — 1992       | Управляющий отделением совхоза «Верхнемуллинский» Пермского района Пермской области | 11.12.1973      | сельское хозяйство | Пестовский район     | [ ГС 66 ] |